# جداسازی جنسیتی در یهودیت
در یهودیت ، به ویژه در یهودیت ارتدکس ، شرایطی وجود دارد که در آن زنان و مردان جداگانه نگه داشته می شوند تا با اجزای مختلف هلاخا  مطابقت داشته باشند و از اختلاط زن و مرد جلوگیری کنند. اشکال دیگر یهودیت به ندرت جنسیت ها  را بیش از جامعه سکولار غربی جدا می کند.
فیلیپ سیگال ، خاخام و محقق عهد جدید ، توضیح می دهد که شوونیسم به طور قابل توجهی بر هلاخا تأثیرگذار است.  از نظر جنسی زنان را به عنوان یک عامل وسوسه یا حواس پرتی برای مردان در نظر می گیرد. اعتقاد بر این است که دور نگه داشتن آنها به جلوگیری از زوال اخلاقی و معنوی مردان کمک می کند. 

## بر حسب شرایط

### کنیسه ها
در طول مراسم نماز در کنیسه های ارتدکس ، صندلی ها همیشه جدا هستند. از یک مخیتصا برای جدا کردن زن و مرد و اغلب برای جلوگیری از دید داشتن از یک قسمت به بخش دیگر استفاده می شود.

### شنا کردن

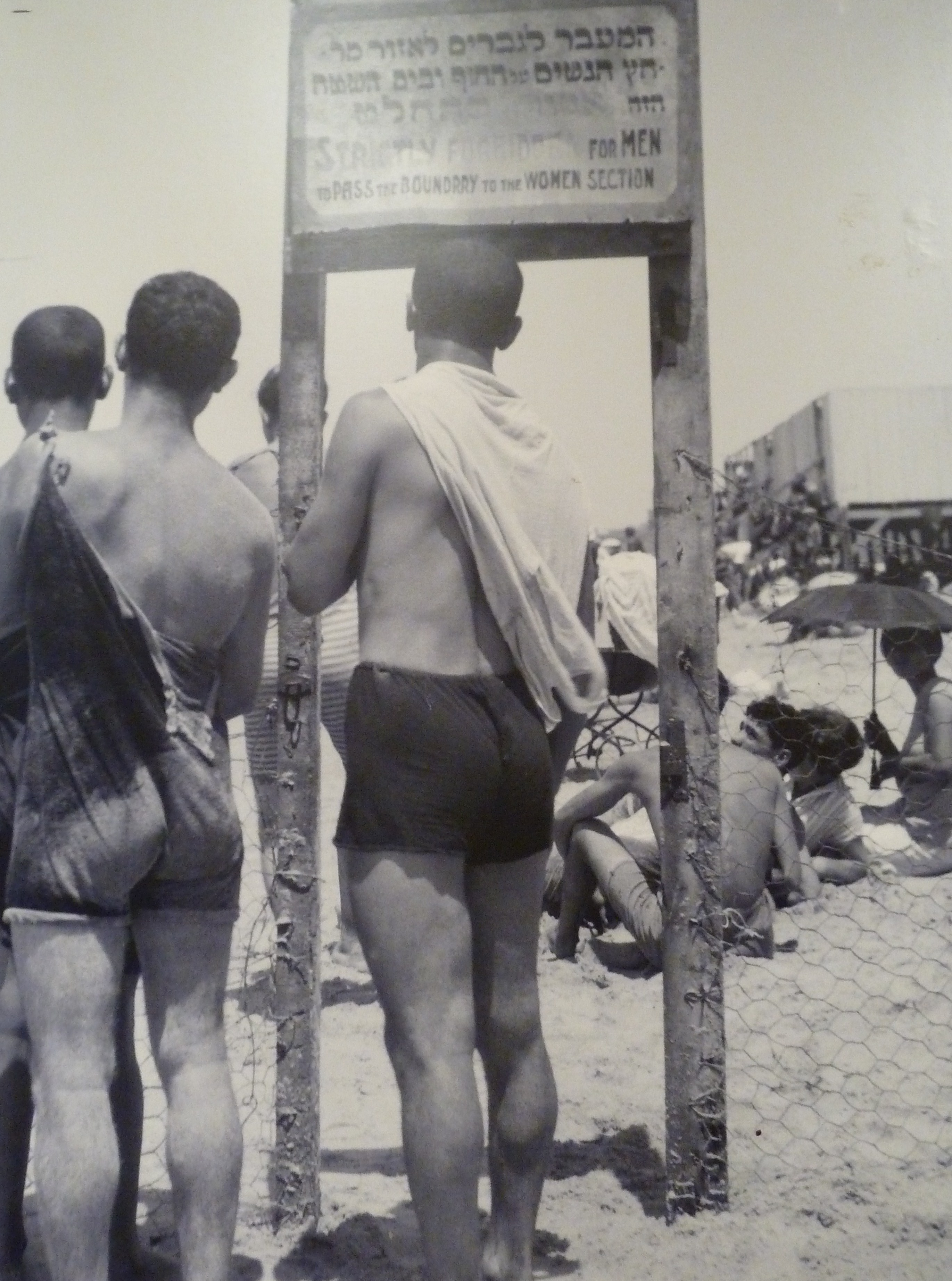
تابلوی ممنوعیت ورود مردان به بخش زنان در ساحل تل آویو ، 1927

بسیاری از یهودیان ارتدکس معتقدند که زنان و مردان نباید با هم شنا کنند. قوانین منع استحمام مختلط از قوانین صنیوت گرفته شده است . دلیل این امر نگرانی از این است که مایوها ذاتاً عریان هستند و الزامات صنیوت را برآورده نمی‌کنند. به طور خاص ، زنی که با لباس شنا به استخر می آید در ظاهر به نظر می رسد که الزامات صنیوت را برآورده نمی‌کند و مردی که به استخری می آید که در آن زنان با لباس شنا لباس می پوشند ، به ناچار زنان با این لباس را مشاهده می کند. در واقع ، بسیاری از استخرهای موجود در جوامع یهودی ساعات جداگانه ای را برای شنا مرد و زن در نظر گرفته اند تا کسانی که از این قانون پیروی می کنند را در خود جای دهند.
زنانی که از قوانین صنییوت پیروی می کنند ، لباس بلند تی شرت گونه ای که مطابق با نیازهای صنیوت است را روی لباس شنا می پوشند ، زیرا این امر برای شنا در حضور مردان کافی است.  مردان اما به دلیل نگرانی از احتمال تحریک ، در مورد حضور زنان با لباس نامناسب سختگیرتر برخورد می کنند. 
یهودیان محافظه کار ، اصلاح گرا و اشکال دیگر یهودیت محدودیتی برای شنای مختلط ندارند. برخی از یهودیان ارتدکس مدرن نیز در شنای مختلط شرکت می کنند.

### خیابان ها
برخی از جوامع فوق ارتدوکس تفکیک جنسیتی را در پیاده روها اجرا می کنند یا در تلاش برای اجرای آن هستند. در نیو سکوئر ، نیویورک ، تابلوهایی پابرجا مانده است که به زنان می گوید از قوانین حیا پیروی کنند ، و خیابان ها کاملاً از نظر جنسیتی از هم جدا شده‌اند ، در حالی که زنان در سمت مقابل   مردان هستند.  در بخش مئا شئاریم در اورشلیم ، برخی از یهودیان اولترا ارتدکس نیز سعی در تفکیک پیاده روها کرده اند. 

### پارک ها و امکانات ورزشی
در  کیریاس جول ، از جوامع حسیدی در نیویورک ، یک پارک عمومی افتتاح شد که شامل بخشهای جداگانه ای برای دختران و پسران بود و فاصله زیادی بین آنها بود. خاخام گدالیا سگدین ، خزانه دار شهر ، اعلام کرد که این پارک برای اطمینان از تفکیک جنسیتی تحت نظارت "کمیته حیای" شهر قرار خواهد گرفت. علائم ییدیش در سراسر پارک  پراکنده شده و اطمینان حاصل می کند که همه به بخش مشخص شده خود نگه داشته می شوند. سازمان های مدنی به تفکیک جنسیتی در یک فضای عمومی در نیویورک اعتراض کردند. 

### رقصیدن
یهودیان ارتدکس در رقص مختلط شرکت نمی‌کنند ، زیرا رقص در بیشتر اشکال شامل حدی از ارتباطات بین رقاصان است.
در سال 2013 ، دادگاه خاخامی جامعه اشکنازی در شهرک فوق ارتدکس بیتار عیلیت  علیهکلاسهای زومبا (نوعی رقص برای تناسب اندام ) حکم صادر کرد ، اگرچه این کلاسها با یک مربی زن و شرکت کنندگان کاملاً زن برگزار می شد.   دادگاه   گفت: "هم از نظر فرم و هم از نظر شیوه ، فعالیت [زومبا] کاملاً مغایر با راه تورات و مقدسات اسرائیل است ، همانطور که آوازهای مرتبط با آن." 

### حمل و نقل
برخی از پیروان یهودیت هاردی در هنگام سفر جدا نشستن (از دیگر جنسیت ها) را در پیش گرفته اند. این موارد از خودداری از نشستن در مجاورت   جنس مخالف تا   داشتن وسایل نقلیه با بخش های به کلی جداگانه را در بر می گیرد.